# Rio di Cadino
Il Rio di Cadino è un piccolo torrente della lunghezza di 14 km della Val di Fiemme (Provincia autonoma di Trento).
Nasce sulla Catena del Lagorai presso il Passo Cadin 2108 m. al cospetto del Monte Croce m.2490 e Cima Fornace m.2225. Incide direzione N-NE la valle dell'Agnelezza raccogliendo le acque di numerosi ruscelli che scendono dalle vette circostanti tra i quali il Rio Paganini (proveniente dal Passo Manghen), Rio delle Caseratte  e Rio Valletta (proveniente dalla dorsale M.Croce, Fregasoga, Pale delle Buse, Cima Tres) giunge quindi alla località Ponte Stue (m.1240) dove riceve da destra l'apporto del suo maggior affluente il Rio delle Stue (emissario del Lago delle Stellune m.2091) il quale ne raddoppia la portata.
Fino alla confluenza col Rio delle Stue il Rio Cadino viene anche chiamato Rio dell'Agnelezza.
Quindi il rio Cadino prosegue in direzione N raccogliendo le acque di altri ruscelli come il Rio dei Brenzi, Rio dei Zocchi, Rio Catarinello (proveniente da Cima Tres m. 2292)  dal versante sinistro ed il Rio Crocetta, Rio Piazzina e Rio dei Ronchi dal versante destro.
Quindi il Cadino sfocia nell'Avisio a valle dell'abitato di Molina in prossimità del lago artificiale di Stramentizzo (quota m.800) formando un conoide di deiezione.